# Tommy Farrell
Tommy Farrell, pseudonimo di Thomas Farrell Richards (Hollywood, 7 ottobre 1921 – Woodland Hills, 9 maggio 2004), è stato un attore statunitense.

## Biografia
Nato a Hollywood, in California, era figlio del montatore Thomas Richards e dell'attrice Glenda Farrell, che apparve in film come Piccolo Cesare (1931) con Edward G. Robinson e Io sono un evaso (1932) con Paul Muni. Farrell frequentò la St. John's Military Academy di Los Angeles e studiò teatro all'Università dell'Arizona. Prestò servizio nelle forze aeree dell'esercito statunitense durante la seconda guerra mondiale.
Debuttò a Broadway in Strip for Action e fece il suo esordio sul grande schermo in Vittoria alata, la versione cinematografica dell'omonimo dramma di Moss Hart.
Durante gli anni '40, interpretò diversi ruoli in film di serie B di genere western e in serial cinematografici. Apparve in numerosi altri film, tra cui Il monte di Venere (1964), dove recitò anche sua madre, Glenda Farrell, accanto a Elvis Presley, e Una guida per l'uomo sposato (1967), con Walter Matthau. Dopo i western e i serial cinematografici, passò alla televisione, dove interpretò il ruolo di Thad Carson in Le avventure di Rin Tin Tin, Riff Ryan in The Many Loves of Dobie Gillis, e Chet Holliday, padre di Alice Holliday, nella sit-com This Is Alice (1958-1959). Apparve anche come guest star ricorrente in altre due sit-com, Room for One More e Here's Lucy. Fece sei apparizioni in Perry Mason in ruoli minori come commesso o giornalista. Si ritirò nel 1979, dopo aver girato un episodio della serie televisiva Vega$ con Robert Urich.
Morì per cause naturali all'ospedale di Woodland Hills, all'età di 82 anni.

## Vita privata
Farrell fu sposato tre volte. Ebbe una figlia, nata nel 1945, con la sua prima moglie, Norma; un'altra figlia, nata nel 1951, con la sua seconda moglie, Ann, e altri due figli con la sua terza moglie, Bobbi.

## Filmografia

### Cinema
- Vittoria alata (Winged Victory), regia di George Cukor (1944)
- La duchessa dell'Idaho (Duchess of Idaho), regia di Robert Z. Leonard (1950)
- Atom Man vs. Superman, regia di Spencer Gordon Bennet (1950)
- Gunfire, regia di William Berke (1950)
- L'ultimo dei bucanieri (Last of the Buccaneers), regia di Lew Landers (1950)
- Pirates of the High Seas, regia di Spencer Gordon Bennet e Thomas Carr (1950)
- L'isola dei pigmei (Pygmy Island), regia di William Berke (1950)
- Outlaws of Texas, regia di Thomas Carr (1950)
- Il sergente di legno (At War with the Army), regia di Hal Walker (1950)
- Colorado Ambush, regia di Lewis D. Collins (1951)
- Abilene Trail, regia di Lewis D. Collins (1951)
- Appuntamento al 38 parallelo (A Yank in Korea), regia di Lew Landers (1951)
- Roar of the Iron Horse - Rail-Blazer of the Apache Trail, regia di Spencer Gordon Bennet e Thomas Carr (1951)
- L'altro uomo (Strangers on a Train), regia di Alfred Hitchcock (1951)
- La donna del gangster (The Strip), regia di László Kardos (1951)
- Starlift, regia di Roy Del Ruth (1951)
- Captain Video: Master of the Stratosphere, regia di Spencer Gordon Bennet e Wallace Grissell (1951)
- Il cantante matto (The Stooge), regia di Norman Taurog (1952)
- Night Raiders, regia di Howard Bretherton (1952)
- Lasciami sognare (Meet Danny Wilson), regia di Joseph Pevney (1952)
- Perdono (This Woman Is Dangerous), regia di Felix E. Feist (1952)
- Furia e passione (Flesh and Fury), regia di Joseph Pevney (1952)
- Vivere insieme (The Marrying Kind), regia di George Cukor (1952)
- Cantando sotto la pioggia (Singin' in the Rain), regia di Stanley Donen e Gene Kelly (1952)
- La città atomica (The Atomic City), regia di Jerry Hopper (1952)
- Sul sentiero di guerra (Brave Warrior), regia di Spencer Gordon Bennet (1952)
- You for Me, regia di Don Weis (1952)
- Fuoco a Cartagena (The Golden Hawk), regia di Sidney Salkow (1952)
- Son of Geronimo: Apache Avenger, regia di Spencer Gordon Bennet (1952)
- Wyoming Roundup, regia di Thomas Carr (1952)
- Girls in the Night, regia di Jack Arnold (1953)
- Il 49º uomo (The 49th Man), regia di Fred F. Sears (1953)
- Napoletani a Bagdad (Siren of Bagdad), regia di Richard Quine (1953)
- Sky Commando, regia di Fred F. Sears (1953)
- The Great Adventures of Captain Kidd, regia di Derwin Abrahams e Charles S. Gould (1953)
- Gunfighters of the Northwest, regia di Spencer Gordon Bennet e Charles S. Gould (1954)
- Ossessione di donna (Woman Obsessed), regia di Henry Hathaway (1959)
- Intrigo internazionale (North by Northwest), regia di Alfred Hitchcock (1959)
- Svegliami quando è finito (Wake Me When It's Over), regia di Mervyn LeRoy (1960)
- Susanna agenzia squillo (Bells Are Ringing), regia di Vincente Minnelli (1960)
- Swingin' Along, regia di Charles Barton (1961)
- Colazione da Tiffany (Breakfast at Tiffany's), regia di Blake Edwards (1961)
- Saintly Sinners, regia di Jean Yarbrough (1962)
- I miei sei amori (My Six Loves), regia di Gower Champion (1963)
- Il monte di Venere (Kissin' Cousins), regia di Gene Nelson (1964)
- Pazzi, pupe e pillole (The Disorderly Orderly), regia di Frank Tashlin (1964)
- Pazzo per le donne (Girl Happy), regia di Boris Sagal (1965)
- Never Too Late, regia di Bud Yorkin (1965)
- Un bikini per Didi (Boy, Did I Get a Wrong Number!), regia di George Marshall (1966)
- Una guida per l'uomo sposato (A Guide for the Married Man), regia di Gene Kelly (1967)

### Televisione
- Gianni e Pinotto (The Abbott and Costello Show) – serie TV, episodio 2x22 (1954)
- Saturday Spectacular: Manhattan Tower, regia di Boris Sagal – film TV (1956)
- Matinee Theatre – serie TV, episodio 2x124 (1957)
- The 20th Century-Fox Hour – serie TV, episodio 2x14 (1957)
- The People's Choice – serie TV, episodio 2x25 (1957)
- Lux Video Theatre – serie TV, episodio 7x31 (1957)
- Maverick – serie TV, episodio 1x05 (1957)
- Dragnet – serie TV, episodio 7x19 (1958)
- Gunsmoke - serie TV, episodio 3x37 (1958)
- Le avventure di Rin Tin Tin (The Adventures of Rin Tin Tin) – serie TV, 12 episodi (1955-1958)
- This Is Alice – serie TV, 39 episodi (1958)
- Ricercato vivo o morto (Wanted: Dead or Alive) – serie TV, episodio 1x25 (1959)
- Goodyear Theatre – serie TV, episodio 2x16 (1959)
- Il tenente Ballinger (M Squad) – serie TV, episodio 2x39 (1959)
- Markham – serie TV, episodio 1x31 (1960)
- Bourbon Street Beat – serie TV, 7 episodi (1959-1960)
- The Donna Reed Show – serie TV, episodio 2x37 (1960)
- Richard Diamond (Richard Diamond, Private Detective) – serie TV, episodio 4x03 (1960)
- Pete and Gladys – serie TV, episodio 1x17 (1961)
- Bringing Up Buddy – serie TV, episodio 1x19 (1961)
- The Many Loves of Dobie Gillis – serie TV, 5 episodi (1959-1961)
- La famiglia Potter (The Tom Ewell Show) – serie TV, episodio 1x24 (1961)
- Bachelor Father – serie TV, episodi 1x06-1x20-4x35 (1957-1961)
- Thriller – serie TV, episodio 2x09 (1961)
- The Roaring 20's – serie TV, episodi 1x12-2x09 (1961)
- Cheyenne – serie TV, episodi 3x16-6x09 (1958-1961)
- Hawaiian Eye – serie TV, episodi 2x01-3x17-3x25 (1960-1962)
- Lotta senza quartiere (Cain's Hundred) – serie TV, episodio 1x25 (1962)
- Room for One More – serie TV, 5 episodi (1962)
- Saints and Sinners – serie TV, episodio 1x03 (1962)
- Disneyland – serie TV, episodio 9x06 (1962)
- The Gallant Men – serie TV, episodio 1x19 (1963)
- The Dick Powell Show – serie TV, episodio 2x26 (1963)
- Indirizzo permanente (77 Sunset Strip) – serie TV, episodio 5x25 (1963)
- The Lloyd Bridges Show – serie TV, episodio 1x34 (1963)
- Gli uomini della prateria (Rawhide) – serie TV, episodio 6x06 (1963)
- Il dottor Kildare (Dr. Kildare) – serie TV, episodio 3x06 (1963)
- Il fuggiasco (The Fugitive) – serie TV, episodio 1x21 (1964)
- Io e i miei tre figli (My Three Sons) – serie TV, episodio 4x27 (1964)
- The New Phil Silvers Show – serie TV, episodio 1x25 (1964)
- Destry – serie TV, episodio 1x09 (1964)
- I mostri (The Munsters) – serie TV, episodio 1x15 (1964)
- Profiles in Courage – serie TV, episodio 1x08 (1965)
- La famiglia Addams (The Addams Family) – serie TV, episodio 1x23 (1965)
- Perry Mason – serie TV, 6 episodi (1962-1965)
- The Patty Duke Show – serie TV, episodi 3x16-3x18 (1965-1966)
- Lucy Show (The Lucy Show) – serie TV, episodi 3x24-4x21 (1965-1966)
- Organizzazione U.N.C.L.E. (The Man from U.N.C.L.E.) – serie TV, episodio 3x06 (1966)
- I Pruitts (The Pruitts of Southampton) – serie TV, episodio 1x08 (1966)
- I forti di Forte Coraggio (F Troop) – serie TV, episodio 2x10 (1966)
- The Beverly Hillbillies – serie TV, episodio 5x10 (1966)
- Capitan Nice (Captain Nice) – serie TV, episodio 1x06 (1967)
- Lost in Space – serie TV, episodio 3x06 (1967)
- Gomer Pyle, U.S.M.C. – serie TV, episodi 2x26-5x08 (1966-1968)
- The Jim Nabors Hour – serie TV, episodio 1x02 (1969)
- The Red Skelton Show – serie TV, 5 episodi (1966-1969)
- Get Smart – serie TV, episodio 5x18 (1970)
- Giulia (Julia)– serie TV, episodi 1x12-2x26 (1968-1970)
- The Tim Conway Comedy Hour – serie TV, episodio 1x04 (1970)
- Funny Face – serie TV, episodio 1x09 (1971)
- Here's Lucy – serie TV, 6 episodi (1968-1974)
- Vega$ – serie TV, episodio 2x10 (1979)
- Cuore e batticuore (Hart to Hart) – serie TV, episodio 4x18 (1983)

## Riconoscimenti
- Golden Boot Awards
  - 2003 - Golden Boot[3]